# Eulepidotis modestula
Eulepidotis modestula là một loài bướm đêm trong họ Erebidae.